# Tranz
Tranz è un singolo del gruppo musicale britannico Gorillaz, pubblicato il 14 settembre 2018 come sesto estratto dal sesto album in studio The Now Now.
Il 28 settembre 2018 è stato pubblicato un remix della canzone del musicista britannico Poté. La canzone si è classificata al 16º posto nella classifica di Billboard Hot Rock Songs.

## Video musicale
Il video musicale è stato diretto da Jamie Hewlett e Nicos Livesey e mostra la band suonare su un palco con uno sfondo psichedelico fatto di immagini in continua successione, con spezzoni da film dell'orrore del cinema muto come Il Fantasma dell'Opera. Il video presenta anche parti originali di claymation di Lee Hardcastle e animazioni 3D di Marco Mori, Erik Ferguson e Oliver Latta.
Il video è il primo video musicale dei Gorillaz a mostrare tutti e quattro i membri dei Gorillaz che suonano i rispettivi strumenti da Feel Good Inc nel 2005.

## Formazione
- Damon Albarn - voce, sintetizzatori, chitarra, produzione, composizione
- James Ford - basso, chitarra, batteria, produzione, composizione
- Remi Kabaka Jr. - produzione, programmazione
- John Davis - mastering
- Samuel Egglenton - assistente ingegnere
- Stephen Sedgwick - ingegnere del missaggio, tecnico del suono
- Formazione virtuale
- 2D - voce, tastiera
- Noodle - chitarra
- Ace - basso
- Russel Hobbes - batteria

## Classifiche
| Classifiche (2018)              | Posizione massima |
| ------------------------------- | ----------------- |
| US Hot Rock & Alternative Songs | 16                |